# Lions in the Wild
"Lions in the Wild" là một bài hát của DJ, nhà sản xuất âm nhạc người Hà Lan Martin Garrix kết hợp với Third Party. Bài hát được phát hành trên iTunes và các dịch vụ phát trực tuyến sau khi anh giới thiệu bài hát tại đại nhạc hội Ultra Music Festival 2016 vào ngày 27 tháng 5 năm 2016.

## Sơ lược
"Lions in the Wild" là bài hát hợp tác giữa Martin Garrix và Third Party. Bài hát lần đầu tiên được giới thiệu là bài hát mở đầu của Martin Garrix tại đại nhạc hội Ultra Music Festival. Bài hát cũng chính  là bài hát thứ hai của Martin Garrix được phát hành thông qua nhãn thu âm STMPD RCRDS.

## Video ca nhạc
Video ca nhạc của bài hát được quay phần lớn ở châu Phi, và một số phân đoạn ở Thái Lan. MV đã  được tải lên kênh YouTube chính thức của Martin Garrix. Ngày 13 tháng 10 năm 2016, video đã đạt trên 16 triệu lượt  xem. Video bắt đầu với Giaro Giarratana, giám đốc và nhà sản xuất video âm nhạc, lái xe băng qua sa mạc, sau đó anh dừng lại để đi dạo. Anh  ta leo lên vách đá trên sa mạc. Đoạn video kết thúc với  phân cảnh Giaro ghé vào khu dân cư địa phương.

## Bảng xếp hạng

### Bảng xếp hạng hàng tuần
| Bảng xếp hạng (2016) | Vị trí cao nhất |
| -------------------- | --------------- |
| Pháp (SNEP)          | 125             |
| Slovenia (SloTop50)  | 4               |

### Bảng xếp hạng cuối năm
| Bảng xếp hạng (2016) | Vị trí |
| -------------------- | ------ |
| Slovenia (SloTop50)  | 34     |

| Bảng xếp hạng (2017) | Vị trí |
| -------------------- | ------ |
| Slovenia (SloTop50)  | 23     |